# Flight 93 (TV-film)
Flight 93 är en amerikansk film från 2006 som handlar om United Airlines Flight 93 som aldrig nådde sitt mål den 11 september 2001. 
Man tror att det målet var Vita Huset eller Kapitolium. Det är en annan version av filmen United 93 som har samma handling. Filmen utspelar sig ombord på planet när det kapas, men passagerarna hindrar planet från att haverera i sitt mål genom att försöka överta det. Man tror att kaparna styrde ner planet till marken när passagerarna försökte överta det. Det kraschade i Shanksville i Pennsylvania.

## Rollista
| Jeffrey Nordling | – Tom Burnett      |
| Ty Olsson        | – Mark Bingham     |
| Brennan Elliott  | – Todd Beamer      |
| Kendall Cross    | – Deena Burnett    |
| Monnae Michaell  | – Lisa Jefferson   |
| Colin Glazer     | – Jeremy Glick     |
| April Telek      | – Lyz Glick        |
| Laura Mennell    | – Elizabeth Wainio |
| Dominic Rains    | – Ziad Jarrah      |